# مارسیو آرائوژو
مارسیو آرائوژو (پرتغالی: Márcio Araújo؛ زادهٔ ۱۲ اکتبر ۱۹۷۳) بازیکن والیبال ساحلی اهل برزیل است.